# مرونة (فيزياء)
في الفيزياء، المُرُونَة أو التَّمَغُّط أو المَطُوطية (بالإنجليزية: Elasticity)‏ هي الطاقة التي يمتلكها الجسم المرن عندما يكون مشدودًا أو منقبضًا، طاقة المرونة هي الأساس الذي تعمل بموجبه منصات القفز المختلفة والزنبركات المستخدمة في الساعات والألعاب وممتص الاهتزازات وغيرها. وهي أيضا الخاصية الفيزيائية للمادة التي تعيد المادة إلى شكلها وأبعادها الأصليين بعد إزالة الإجهادات (مثلاً: القوى الخارجية) المؤثرة على المادة والتي تؤدي إلى تشكيلها أو تشويهها.
على سبيل المثال:
فلنأخذ سلكين أحدهما مصنوع من الصلب والآخر من الألومنيوم ملفوفين بصورة حلزونية (على شكل زنبرك).
ونجذبهما بلطف بنفس القوة، فنلاحظ تمدد وتشوه السلكين، ثم نزيل القوة المؤثرة، ونكرر ذلك عدة مرات مع زيادة القوة في كل مرة.
ونلاحظ عند إفلاتهما أن السلكين يعودان إلى وضعهما وأبعادهما الأصلية في كل مرة، ولكن عند قوة معينة فإن السلك المصنوع من الألومنيوم لن يعود إلى حالته الأصلية (شكله وأبعادة الأصليين) وسيحتفظ ببعض التشوه.
مما يعني أن الصلب يمتلك مرونة أعلى من الألومنيوم.

## قابلية التشكيل (الطواعية)

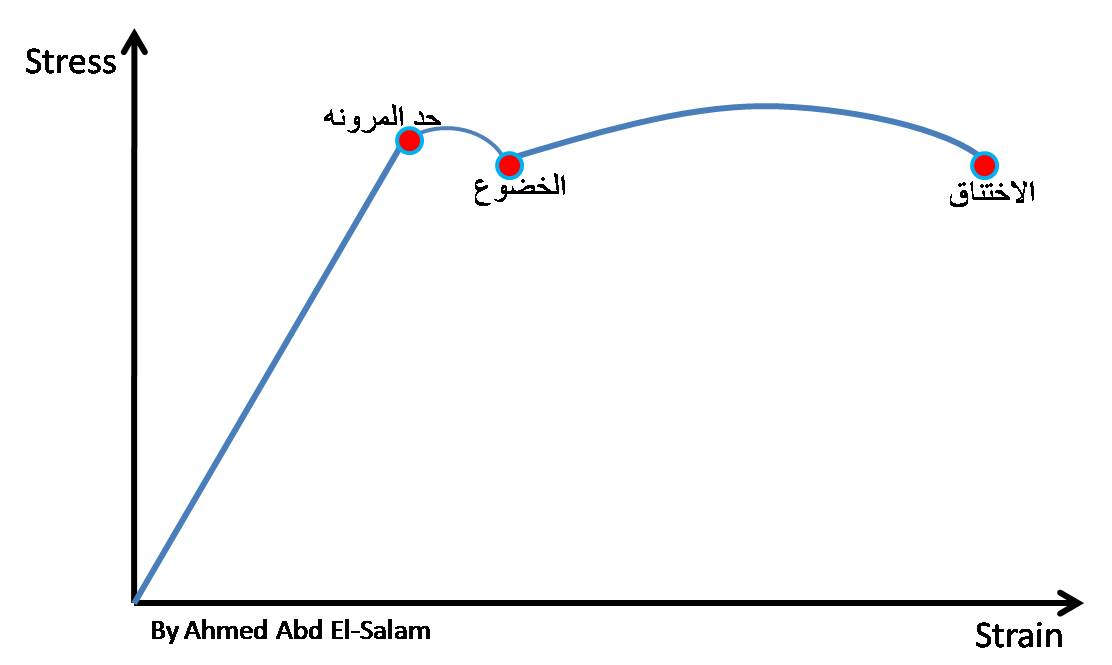
رسم توضيحي للدونة

إن معظم المواد تكون قابلة للتشكيل حسب الضغوط (القوى) التي تتعرض لها؛ ورجوعا إلى مثال السلك الفولاذي يمكن تغيير شكله هذه المرة بطريقة غير قابلة للانعكاس عند جذبه بقوة أكبر من المرة السابقة وبالتالي يحتفظ السلك بهيئته الجديدة حتى بعد التخلص من الضغط (عند إفلاته) وهذه هي خاصية الطواعية (التحول غير القابل للانعكاس) والتي تناقض خاصية المرونة والتي تسمى بخاصية اللدونة والتي يجب أن نفرق بينها وبين المرونة فاللدونة هي قابلية الجسم للتشكل.

## الإجهاد
هو القوة المؤثرة على وحدة المساحة σ=F/A وتسمى بالإنجليزية Stress
حيث σ: الإجهاد، F: القوة و A: المساحة.

## الانفعال
هو استجابه الجسم النسبية للإجهاد المؤثر.ويسمى بالإنجليزية Strain
- الانفعال الطولي هو التغيير في الطول بالنسبة للطول الأصلي.
- الانفعال الحجمي هو التغير في حجم الجسم بالنسبة للحجم الاصلي.
- انفعال القص

## قانون هوك
يتناسب الانفعال تناسبا طرديا مع الإجهاد المؤثر من بدايه التحميل إلى حد معين يسمى بحد المرونة
أي ان النسبة بين الإجهاد والانفعال = مقدار ثابت.
و يسمى ثابت التناسب بمعامل المرونة.ويسمى بالإنجليزية Modulus of Elasticity

## معاملات المرونة: علاقة الإجهاد والانفعال

### معامل يونغ
إذا ثبت سلك من أحد طرفيه وجذب من الطرف الآخر بقوة F عمودية على مساحة مقطعه A0 وزاد طوله الاصلى L0 بمقدار ΔL فأن معامل يونغ ويرمز له بالرمز Y ويعرف بإنه النسبة بين الإجهاد والانفعال ويعطى بالعلاقة الآتية:
{\displaystyle Y\equiv {\frac {\mbox{tensile stress}}{\mbox{tensile strain}}}={\frac {\sigma }{\varepsilon }}={\frac {F/A_{0}}{\Delta L/L_{0}}}={\frac {FL_{0}}{A_{0}\Delta L}}}

### معامل المرونة الحجمى
توجد الأجسام عادة تحت تأثير الضغط الجوى P0 وبالتالى فإن أبعاد هذه الأجسام تكون مقاسة تحت تأثير الضغط الجوى، ولكن إذا أثرنا بقوة منتظمة F على جسم مساحته A0 فإنه سوف ينشأ زيادة في الضغط مقدارها Δp ويصير الضغط الواقع على الجسم في هذه الحالة P0+Δp ويحدث تغيرا في ابعاد الجسم.
في هذه الحالة يكون الجسم تحت تأثير إجهاد
- معامل الصلابة

## إنظر أيضا
- كرة نطاطة
- لدونة